# 불화의 사과

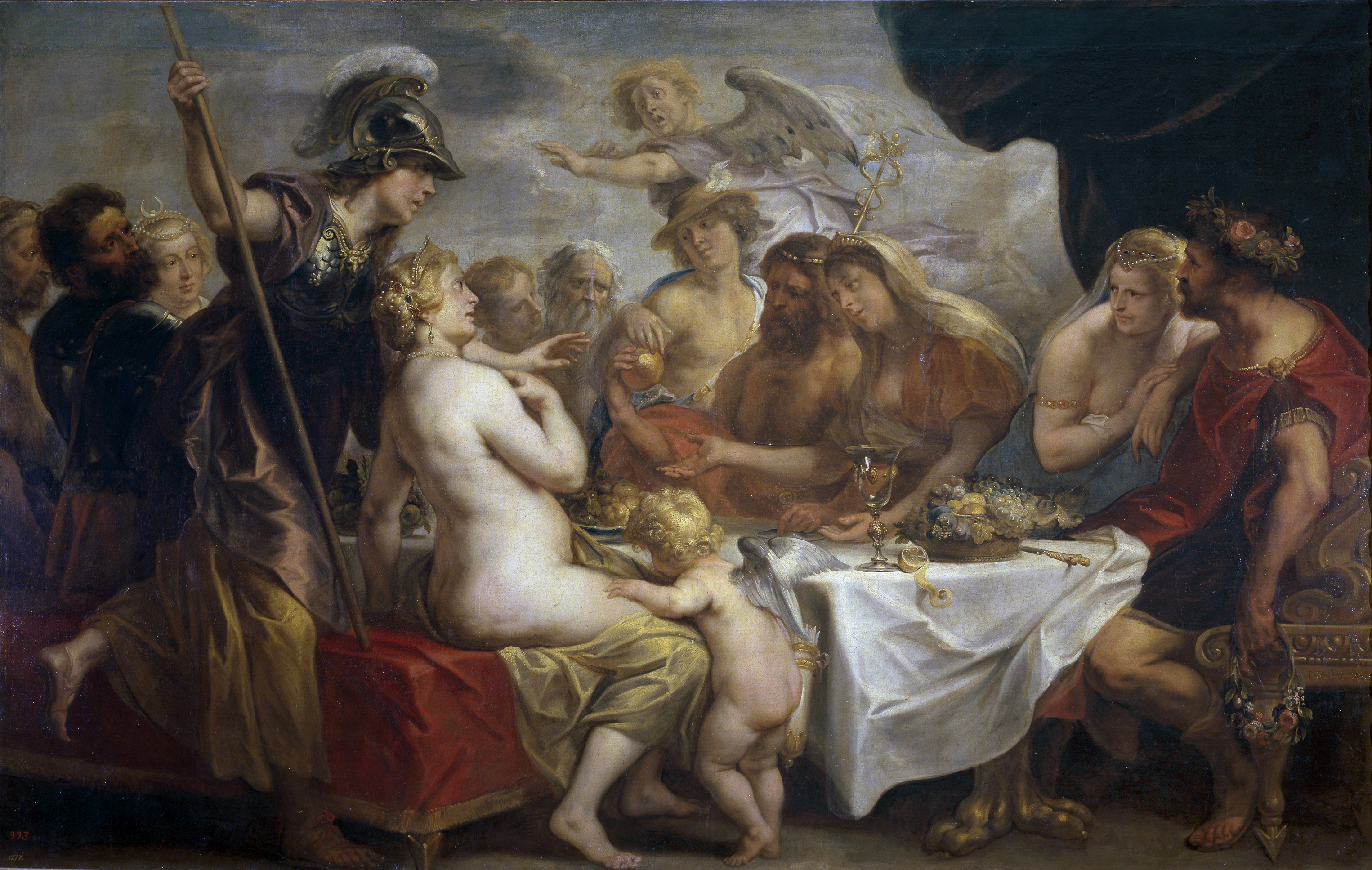

불화의 사과는 불화의 금사과(그리스어: μῆλον τῆς Ἔριδος)를 가리키며, 그리스 신화에 따르면 아이아코스 왕의 아들 펠레우스와 바다의 여신 테티스의 결혼식 가운데 신들의 축제 자리에서 에리스 신이 황금사과를 던졌다. 제우스의 아내 헤라, 전쟁과 지혜의 여신 아테나, 사랑과 미의 여신 아프로디테는 각자 스스로가 가장 아름다운 외모의 소유자라고 생각하였으므로 이 사과를 얻기 위해 세 명의 여신이 싸우게 되는데, 결론이 나지 않자, 목동이었던 파리스에게 누가 가장 아름다운지를 결정하도록 한다. 세 여신은 각기 자기를 선택하면 그에 대한 보상을 해 주겠노라고 하는데, 아프로디테가 "나를 선택하면 너에게 세상에서 가장 아름다운 여자를 선물로 주겠다."는 제안을 하자 파리스는 바로 아프로디테를 선택한다. 이에 아프로디테는 왕비였던 헬레네를 파리스에게 선물로 주게 된다. 이것이 마침내 트로이 전쟁으로 이어지게 된다.

## 같이 보기
- 황금사과
- 파리스의 심판